# Heterospilus amuzgo
Heterospilus amuzgo (лат.) — вид наездников рода Heterospilus из подсемейства Doryctinae семейства бракониды (Braconidae). Встречаются в Центральной Америке: эндемик Коста-Рики.

## Описание
Мелкие перепончатокрылые насекомые, длина 3,0 мм. Голова жёлтая, вертекс темнее; скапус жёлтый с коричневой латеральной полоской, флагеллум коричневый; мезосома тёмно-коричневая; метасомальные тергиты 1 и 2 тёмно-коричневые, 3-й тергит жёлтый в базальной части и коричневый в апикальной, 4–7-й тергиты жёлтые; крылья с коричневой стигмой; ноги жёлтые. Маларное пространство больше в 0,25 раза чем высота глаза. Жгутик коричневый (состоит из 22—24 члеников). В переднем крыле развита радиомедиальная жилка. Передняя голень с единственным рядом коротких шипиков вдоль переднего края. На задних тазиках ног есть отчётливый антеровентральный базальный выступ, вертекс головы сбоку у глаз нерезко угловатый. Предположительно, как и другие виды рода Heterospilus, паразитируют на жуках или бабочках. Вид был впервые описан в 2013 году американским гименоптерологом Полом Маршем (Paul M. Marsh; Норт-Ньютон, Канзас, США) с группой американских коллег-энтомологов (Wild Alexander L., Whitfield James B.; Иллинойсский университет в Урбане-Шампейне, Эрбана, Иллинойс, США) и назван в честь мексиканской индейской народности Amuzgo. От близких видов Heterospilus amuzgo отличается жилкованием крыльев (жилка r переднего крыла слегка меньше, чем 0,5 длина жилки 3RSa; в заднем крыле развита жилка SC+R) и расположением глаз на голове (расстояние между сложным глазом и простым глазком (оцеллием) примерно равно 1,5 диаметрам бокового простого глазка), коричневым жгутиком, проподеумом с отчётливым и длинным медиальным базальным килем .